# Lothar Hay
Pour les articles homonymes, voir Hay.
Lothar Hay, né le 29 mai 1950 à Hattstedt, est un homme politique allemand membre du Parti social-démocrate d'Allemagne (SPD).
Après avoir été président du conseil municipal de Flensbourg à la fin des années 1980, il est élu député au Landtag du Schleswig-Holstein en 1992, et prend quatre ans plus tard la présidence de la commission des Finances. En 1998, il est désigné président du groupe SPD et exerce ce mandat jusqu'à sa nomination comme ministre de l'Intérieur dans la grande coalition de Peter Harry Carstensen, en 2008. Contraint de quitter le gouvernement par la rupture de l'alliance en 2009, il est réélu peu après député régional pour un cinquième mandat.

## Formation et carrière
Il commence sa scolarité en 1956 à Hattstedt, la poursuit à Husum et l'achève en 1970 à Flensbourg, où il passe avec succès son Abitur. Il intègre l'année suivante l'école supérieure de pédagogie de Flensbourg, dont il ressort en 1974. Il commence aussitôt à travailler comme professeur de l'enseignement secondaire dans l'arrondissement de Schleswig-Flensbourg et dans la ville de Flensbourg.

## Vie politique

### Parcours militant
Membre du Parti social-démocrate d'Allemagne (SPD) depuis 1970, et du syndicat IG Metall en 1986, il est président du SPD dans l'arrondissement de Schleswig-Flensbourg entre 1995 et 1998. En 1997, il prend la tête de l'association Grenzfriedensbund, qui promeut le dialogue politique et culturel entre Danois et Allemand dans le nord du Schleswig-Holstein, la conservant jusqu'en 2006. Il en est de nouveau président depuis 2008.

### Ascension régionale
Il est élu en 1978 membre du conseil municipal de Flensbourg, dont il est désigné président en 1986. Il renonce à ces mandats six ans plus tard, à la suite de son entrée au Landtag du Schleswig-Holstein. À la suite des élections de 1996, il devient président de la commission parlementaire des Finances, avant d'être choisi en 1998 comme nouveau président du groupe SPD en remplacement d'Ute Erdsiek-Rave.

### Ministre du Schleswig-Holstein
Réélu en 2000 puis 2005, il entre au gouvernement régional de grande coalition du chrétien-démocrate Peter Harry Carstensen le 15 janvier 2008 pour prendre le poste de ministre de l'Intérieur laissé vacant par son successeur à la tête du groupe, Ralf Stegner. Il est démis de ses fonctions le 21 juillet 2009 par Carstensen, du fait de la rupture de l'alliance au pouvoir, et voit son ministère confié, par intérim, au ministre des Finances Rainer Wiegard. Il est ensuite réélu député régional lors des élections anticipées du 27 septembre suivant.